# Karl-Heinz Prudöhl
Karl-Heinz Prudöhl, född den 3 december 1944 i Jaroszewy i Polen, är en östtysk roddare.
Han tog OS-guld i åtta utan styrman i samband med de olympiska roddtävlingarna 1976 i Montréal.